# マヘシュ・バット
マヘーシュ・バット（1948年9月20日生まれ）は、ヒンディー語映画で知られるインドの映画監督、プロデューサー、脚本家である。これまでにナショナル・フィルム・アワードを5回、フィルムフェア賞を4回受賞している。彼の初期の代表作としては、1984年の映画『サーランシュ』があり、第14回モスクワ国際映画祭で上映され、その年のアカデミー外国語映画賞におけるインド代表作品として選出された。1986年の映画『ナーム』は、彼にとって初の商業映画作品である。1987年には、弟のムケーシュ・バットと共に、製作会社「ヴィシェシュ・フィルムズ」を設立し、映画『カブザー』をプロデュースしてプロデューサー業を開始した